# Melissa Tancredi
Melissa Tancredi, (née le 27 décembre 1981 à Hamilton en Ontario), est une joueuse canadienne de soccer évoluant au poste d'attaquante. Elle est sélectionnée entre 2004 et 2017 en équipe du Canada de soccer féminin.

## Biographie

### Carrière en club
Tancredi joue de 2000 à 2004 pour les Fighting Irish de Notre Dame dans la ligue universitaire NCAA. Elle évolue à la fois comme attaquante et défenseure au cours de sa carrière à l'Université Notre-Dame. En 2003 et 2004 elle est élue sur les équipes d'étoiles All-American et se mérite en 2003 le titre  de la meilleure joueuses défenseure dans la conférence Big East de la NCAA. Son rôle polyvalent aide le  Fighting Irish à conquérir en 2004 le championnat national NCAA. Elle est diplômée de l'Université Notre-Dame avec une licence en études d'anthropologie.
Par la suite, Trancredi évolue pour différents clubs de la W-League. En 2009, lors de la création de la ligue professionnelle américaine Women's Professional Soccer (WPS), elle évolue pour le Athletica de Saint-Louis. Lors de la fermeture du club, en mai 2010, elle se retrouve agent libre sans contrat et est repêchée par les  Whitecaps de Vancouver  avec lesquelles elle remporte le championnat 2010 de la Division ouest et le titre de la conférence ouest de la W-League. L'équipe se rend jusqu'au Final Four pour finalement perdre au match de finale contre le Buffalo Flash. Par la suite, en 2011 et 2012, Tancredi entreprend une carrière en Suède dans la Damallsvenskan.

### Carrière internationale
Membre de l'équipe nationale canadienne depuis 2004,  Tancrédi aide son pays à se qualifier pour les Jeux olympiques de 2008 et de 2012 ainsi que pour les Coupes du monde féminines de 2007, 2011 et 2015. En 2015 elle participe aux cinq matchs du Canada, dont quatre comme titulaire.

## Palmarès
- Médaille de bronze aux Jeux panaméricains de 2007
- Médaille d'or lors du Championnat féminin de la CONCACAF 2010
- Médaille d'or aux Jeux panaméricains de 2011
- Médaille de bronze aux Jeux olympiques : 2012
- Médaille de bronze aux Jeux olympiques : 2016